# Monteverdia laevis
Monteverdia laevis, conocido comúnmente como chuchuhuasi, chuchuguaza, chuchuguazo o chuchuhuasha, es un árbol del alto Amazonas que se encuentra en Brasil, Colombia, Ecuador, Bolivia, Venezuela y Perú. Su corteza es utilizada en infusiones por sus propiedades anticancerígenas, antidiabéticas, hepatoprotectivas, cardioprotectivas, antiespasmódicas, analgésicas y otras. En la cultura popular es usado como tratamiento para la disfunción sexual masculina, aunque no ha sido comprobada su efectividad en ese campo.

## Descripción
Es un árbol que alcanza los 25 metros de altura y 60 cm de diámetro, es erecto y bien ramificado. La corteza es rojiza con la madera dura. Las hojas son de 10 cm de longitud, perennes, coriáceas, enteras y pecioladas. Su corteza se usa fermentado con aguardiente como licor en la amazonia peruana y ecuatoriana.

## Taxonomía
Maytenus laevis fue descrita originalmente por Siegfried Reissek y publicado en Flora Brasiliensis 11(1): 27, pl. 4, f. 6. 1861.
En una revisión taxonómica en 2017, 123 especies anteriormente clasificadas en el género Maytenus pasaron a Monteverdia, entre ellas Maytenus laevis, por lo que Monteverdia laevis fue descrita como tal por primera vez por el botánico brasileño Leonardo Biral et al. y publicado en Systematic Botany 42 (4): 689 en 2017.
Basónimo
- Maytenus laevis Reissek Flora Brasiliensis 11(1): 27, pl. 4, f. 6. 1861.

Etimología
laevis: epíteto latíno que significa "dentado"
Sinonimia
- Maytenus jauaensis Steyerm.[4]